# Chronologie de la santé et de la médecine

## Accès par siècle
- XXIe
- XXe
- XIXe
- XVIIIe
- XVIIe
- XVIe
- XVe
- XIVe
- XIIIe
- XIIe
- XIe

## Autres chronologies thématiques
- Aéronautique
- Architecture
- Astronomie
- Automobile
- Bande dessinée
- Chemins de fer
- Cinéma
- Échecs
- Football
- Informatique
- Jeu vidéo
- Littérature
- Musique populaire
- Musique classique occidentale
- Photographie
- Science
- Sociologie
- Sport
- Théâtre
- Télévision